# フマユン・A・ムガール
フマユン・A・ムガール（ہمایوں مغل Humayun A. Mughal、1961年5月15日 - ）は、日本のジャーナリスト、評論家。

## 来歴・人物
パキスタン・イスラム共和国ラーワルピンディー出身。イスラマバードの国立現代言語大学日本語専攻卒業後、在パキスタン日本国大使館、パキスタン外務省で通訳に従事する。1984年、国際交流基金の日本語選抜試験でトップとなり招待来日。九州大学の聴講生として心理学を学ぶ。日本人と結婚し福岡市を拠点にジャーナリストとして活動するかたわら、1987年よりペルシャ絨毯輸入販売店の経営にも携わっている。イスラム文化研究会を主宰。講演活動や朝まで生テレビ!などテレビにも出演。英語、ウルドゥー語、パンジャーブ語、日本語の4言語を話し、国際会議や法廷通訳としても活動。また福岡ではスパイス＆ハーブ料理愛好家として知られており、テレビ料理番組にも出演。

## 人物・エピソード
- 元プロレスラーアントニオ猪木と親しく、パキスタンで4度にわたるプロレス興行に携わった[要出典]。
- 世界的シンガーソングライターであるマイケル・ジャクソンの通訳もしていた[要出典]。
- 親戚にイスラム教徒として英国初の上院議員になったナズィール・アフメドがいる[要出典]。
- 他九州朝日放送、RKB毎日放送、福岡放送、NHK福岡放送局等に出演。
- 西日本新聞社第18期モニター。イスラム神秘主義スーフィー（Islamic Sufism of Pakistan）主宰。

## 著名人へのインタビュー及び国際会議出席
- 2018年4月17日 アサド・マジード・カーン駐日パキスタン大使。東京の駐日パキスタン大使館にて[2]。
- 2018年4月17日 アサド・マジード・カーン駐日パキスタン大使。福岡にて[3]。
- 2018年9月24日 マンリオ・カデロ駐日サンマリノ大使。多文化交流フェスティバルにて[4]。
- 2019年4月26日 パキスタン外務大臣シャー・メムード・クレシ[5]。
- 2019年10月 パキスタン大統領アリフ・アルヴィ[6]。
- 2020年2月22日 歌舞伎役者の中村 芝歌蔵[7]。
- 2020年3月21日 DA PUMPのISSA (歌手)[8]。
- 2020年8月27日 世界環境サミットin SDGs Virtual City登壇[8]。

## 出演

### テレビ番組
- まじもん！(RKB、2022年10月)
- ペマ・ギャルポのアジアから世界へ（日本文化チャンネル桜、スカパー!、2017年3月3日）
- 教えて!ニュースライブ 正義のミカタ（朝日放送、2016年7月30日）
- 朝まで生テレビ!（新たな戦争と日本）（テレビ朝日、2015年）
- 朝まで生テレビ!（「イスラム国」と日本外交）（テレビ朝日、2015年1月）
- 新報道2001（フジテレビジョン、2015年2月）
- 伝説飯 ～レジェめし～（フジテレビジョン、2014年2月）
- 情報プレゼンター とくダネ!　（フジテレビジョン）
- NNNドキュメント（博多っ子イスラム教徒の祈り）（NNN系列、2001年）
- 朝まで生テレビ!（開戦直前！新たな戦争と日本）（テレビ朝日、2001年）
- 朝まで生テレビ!（現代ニッポンと宗教）（テレビ朝日、1995年）

### 映画
- 水の中の八月（1995年） - 博士 役

### イベント
- 多文化交流フェスティバル in TOKYO 2018（2018年9月24日）[13]
- 多文化交流フェスティバル in TOKYO 2017（2017年10月9日）[14]
- 多文化交流フェスティバル in TOKYO 2016（2016年9月22日）[15]

## 著作

### 日本語
- 『イスラムは日本を変えるか?―国際結婚はグローバル化の切り札』（文芸社、2001年4月） ISBN 978-4835511337 [1]

### 英語
- “Let me come to Pakistan”（2000年5月）[16]

### ウルドゥー語
- ! مجھے پاکستان آ نےرو [17]